# Friendship (Wisconsin, falu)
Friendship falu az USA Wisconsin államában. Adams megyében, melynek megyeszékhelye is Lakosainak száma 648 fő (2020. április 1.).

## Népesség
A település népességének változása:

| 2010 | 725 |
| 2020 | 648 |